# Экономика Афганистана
Афганистан — слаборазвитое аграрное государство. Наркотики в Афганистане являются крупной частью теневой экономики государства с конца 20 века. Политические потрясения, гражданские войны и иностранные военные интервенции начавшиеся в конце 1970-х годов, негативно сказались на экономике страны. Примерно одна треть населения покинула страну, и до сих пор на территории Пакистана остаются около 1,2 млн, на территории Ирана — 1,4 млн афганских беженцев.

## Обзор
Несмотря на наличие доказанных неиспользованных запасов полезных ископаемых на сумму более 1 триллиона долларов, Афганистан остается одной из наименее развитых стран мира и несмотря на увеличившийся объём международной торговли, иностранных инвестиций и в целом роста ВВП с 2002 года, Афганистан до сих пор остаётся одной из самых бедных стран мира, с уровнем ВВП на душу населения в 2000 долл. (2017 год); с ВВП на душу населения в 509 долл. (2020), что ниже, чем в Судане, Руанде или Таджикистане, Афганистан относится к беднейшим государствам на планете.
Уровень безработицы составляет 23,9 %, а около 54,5 % населения живёт за чертой бедности;
многие безработные присоединяются к финансируемым из-за рубежа группировкам боевиков или к миру преступности, особенно в качестве контрабандистов.
Страна импортирует товаров на сумму более 6 миллиардов долларов, но экспортирует только почти 1 миллиард долларов, в основном фрукты и орехи.
Экономика Афганистана в 2010-х улучшилась благодаря вливанию миллиардов долларов международной помощи и денежных переводов афганских экспатриантов. Помощь, которая поступала от экспатриантов и внешних инвесторов, увеличилась, когда после падения режима талибов стало больше политической надежности.
ВВП страны, по официальным данным, на 27 % обеспечивает сельское хозяйство, на 12,5 % — промышленность и на 56 % — сфера услуг.
ВВП
С 2003 по 2012 год рост экономики Афганистана в среднем составлял 9,4 %, под влиянием международной помощи и активного развития сектора услуг, то в 2015—2020 гг среднегодовой рост замедлился до 2,5 %.
В 2017 г. ВВП страны составлял около 70 миллиардов долларов, при обменном курсе 20 миллиардов долларов[прояснить], а ВВП на душу населения составляет около 2000 долларов.
В 2020 году ВВП Афганистана упал на 5 % (оценка Азиатского банка развития), главным образом в связи с пандемией COVID-19.
ВВП в 2021 году — менее 20 млрд долл. (не считая 0,3-1,6 млрд, которые талибы зарабатывают в криминальных отраслях).

## История
В ранний современный период, во времена правления королей Абдур Рахман-хана (1880—1901) и Хабибуллы-хана (1901—1919), большая часть афганской торговли находилась под централизованным контролем афганского правительства. Афганские монархи стремились повысить авторитет правительства и военную мощь страны, и поэтому пытались собрать деньги путем установления государственных монополий на продажу товаров и высоких налогов. Это замедлило долгосрочное развитие Афганистана в тот период. Западные технологии и методы производства постепенно внедрялись в эти эпохи по приказу афганского правителя, но в целом только в соответствии с материально-техническими требованиями растущей армии. Упор делался на производство оружия и другой военной техники. Этот процесс находился в руках небольшого числа западных экспертов, приглашенных в Кабул афганскими королями. Иным способом посторонние люди, особенно жители Запада, не могли создать в тот период в Афганистане крупные предприятия.
Первым известным планом развития экономики Афганистана в наше время был проект Управления долиной Гильменд 1952 года, созданный по образцу Управления долиной Теннесси в Соединенных Штатах, который, как ожидалось, имел первостепенное экономическое значение. Страна начала сталкиваться с серьёзными экономическими трудностями в 1970-х годах, когда соседний Пакистан под руководством Зульфикара Али Бхутто начал закрывать пункты пересечения границы между Пакистаном и Афганистаном. Этот шаг привел к усилению политических и экономических связей Афганистана со своим северным соседом, могущественным Советским Союзом того времени.
Советское вторжение 1979 года и последовавшая за этим гражданская война разрушили большую часть ограниченной инфраструктуры страны и нарушили нормальную экономическую деятельность. В конечном итоге Афганистан перешел от традиционной экономики к централизованной плановой экономике вплоть до 2002 года, когда на смену ей пришла свободная рыночная экономика.
Валовой внутренний продукт (ВВП) существенно упал с 1980-х годов из-за нарушения торговли и транспорта, а также потери рабочей силы и капитала. Продолжающаяся внутренняя борьба серьёзно препятствовала внутренним усилиям по восстановлению страны или предоставлению возможностей для помощи международному сообществу.
По данным Международного валютного фонда (МВФ), афганская экономика выросла на 20 % в финансовом году, закончившемся в марте 2004 года, после 30 % роста за предыдущие 12 месяцев. Рост объясняется международной помощью и окончанием засух (по оценкам, с 2002 по 2017 год в страну поступило около 100 миллиардов долларов помощи). ВВП в размере 4 млрд долларов в 2003 финансовом году был пересчитан МВФ в 6,1 млрд долларов после добавления доходов от опийной продукции. Средняя заработная плата выпускников в 2010 году составляла 0,56 доллара за человеко-час.
Афганское правительство уже давно призывало к иностранным инвестициям для улучшения своей экономики.
Потоки финансовой помощи Афганистану, по данным Всемирного банка, снизились с примерно 100 % ВВП в 2009 году до 42,9 % ВВП в 2020 году на фоне многократного сокращения иностранного военного контингента.

## Сельское хозяйство

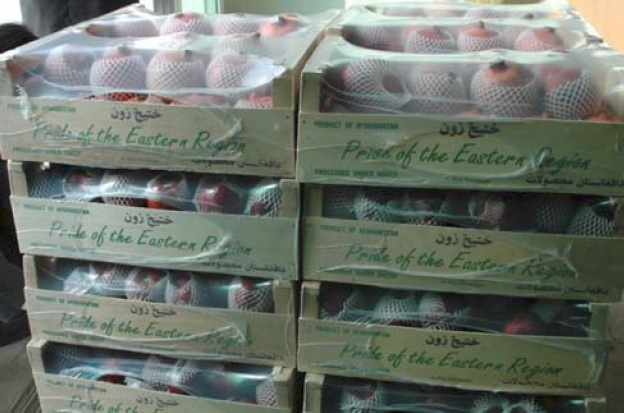
Плоды гранатового дерева из Восточного Афганистана

Основу экономики Афганистана традиционно составляло сельское хозяйство.
Большая часть обрабатываемых земель принадлежит мелким крестьянским хозяйствам. Минеральные удобрения применяются редко. Обычно половина пахотных угодий для предотвращения истощения почв остаётся под паром на год или несколько лет. Между кочевниками и землевладельцами сложились тесные взаимоотношения. Селяне позволяют стадам кочевников пастись по жнивью, поскольку животные при этом унавоживают поля. Однако два десятилетия войны нарушили эти традиционные связи.
В 1980-е годы примерно половина пахотных земель искусственно орошалась. Для этого использовалась система арыков, питающихся от рек и подземных источников. Кроме того, имеются подземные водосборные галереи с колодцами (кяризами или канатами).
В 1980-е — 1990-е годы военные действия нанесли большой ущерб ирригационным сооружениям, а возделывание полей стало опасным занятием из-за мин, рассеянных в сельской местности.
Одним из важнейших современных национальных проектов является ороситеный канал Кош-Тепа , строящийся с 2022 года на севере страны.

### Сельскохозяйственная специализация

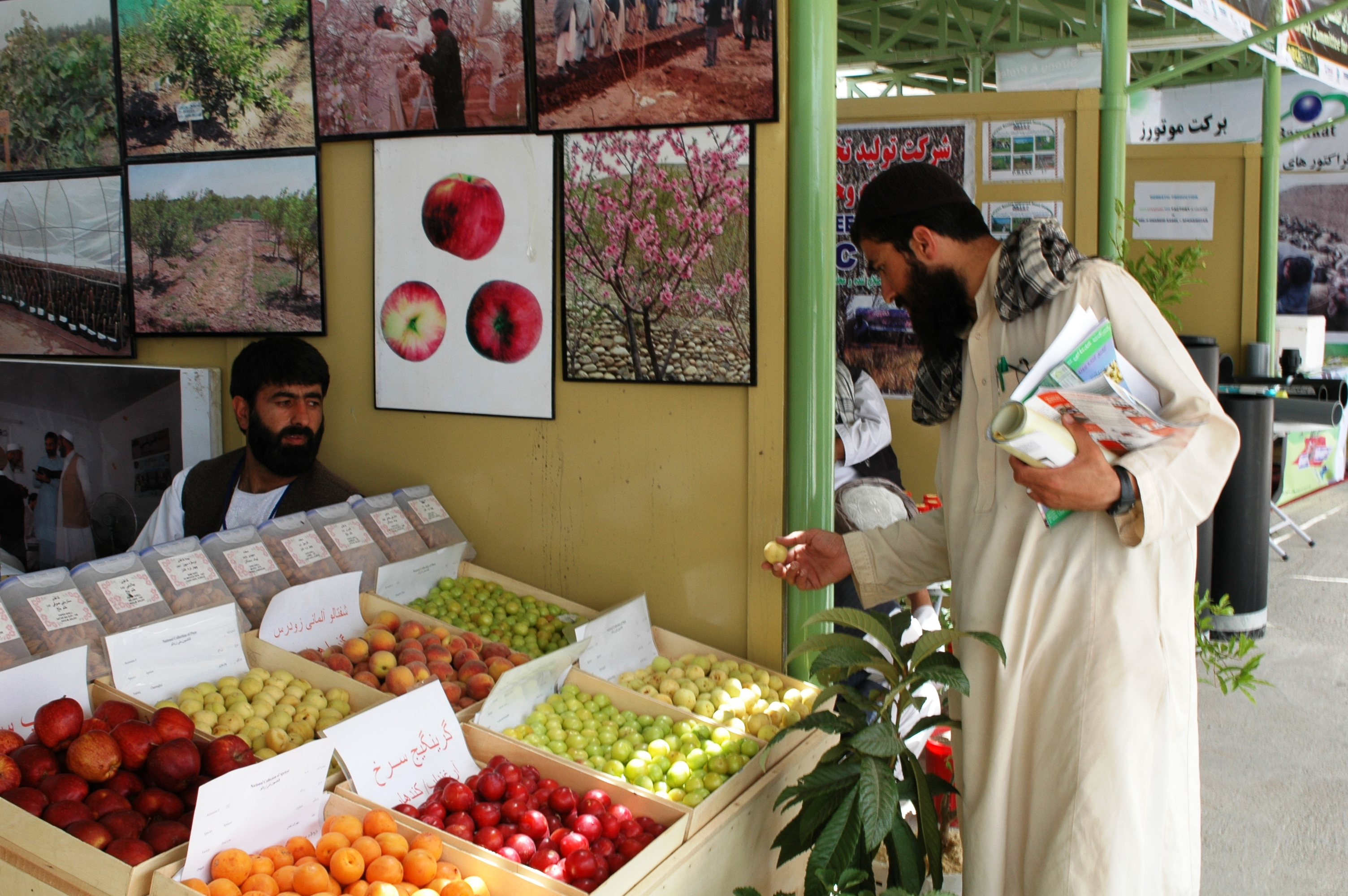
Сельскохозяйственная выставка в Кабуле, Афганистан, 2009 год

В зависимости от особенностей рельефа, климата и почвы и высоты местности ведётся подбор пропашных культур. Зерновые культуры выращиваются на территориях до 2700 м над у.м. С увеличением высоты местности ведущая роль переходит от риса к кукурузе, затем к пшенице и ещё выше к ячменю. Наиболее продуктивные земли находятся на равнинах севернее Гиндукуша, где притоки Амударьи образуют широкие и плодородные долины, на плато в Кабулистане, в долинах рек Кабул, Логар, Сароби и Лагман, в центральной части страны — на нагорье Хазараджат, а также в долинах провинции Герируд (близ Герата) и Гильменд.
Основные сельскохозяйственные культуры

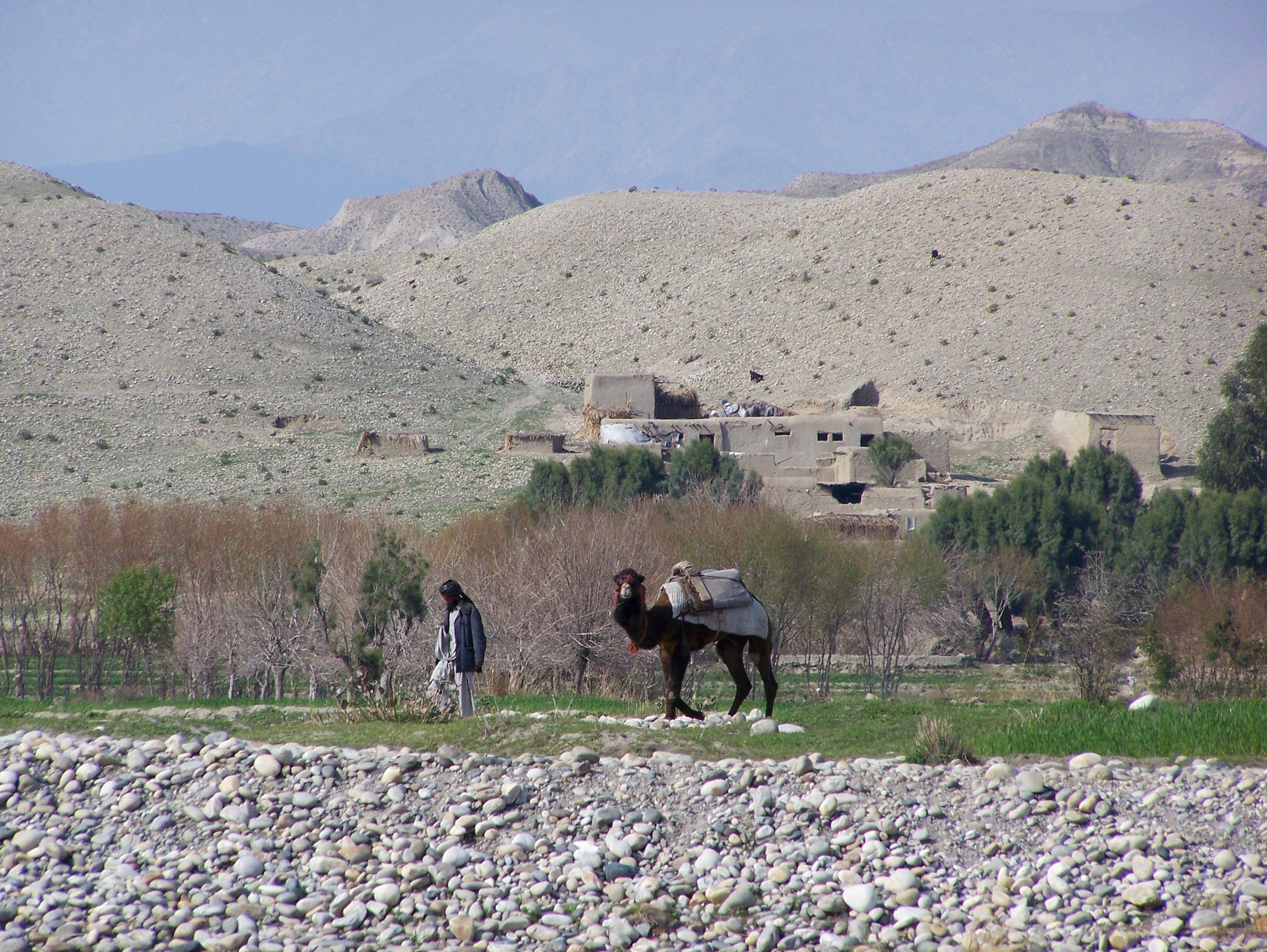
Ферма к востоку от Кабула

Пахотные земли в Афганистане отводят преимущественно под зерновые культуры — пшеницу, кукурузу, рис и ячмень. Среди других возделываемых культур — сахарная свёкла, хлопчатник, масличные и сахарный тростник. В садах выращивают всевозможные плодовые культуры — абрикосы, персики, груши, сливы, вишню, гранаты и цитрусовые. Культивируются также несколько сортов винограда и дыни, миндаль и грецкий орех. Традиционно на экспорт шли свежие и сухие фрукты, изюм и орехи.

### Наркотики в Афганистане
В 2000 году на долю Афганистана пришлось 70 % мирового производства опия. 
С 2003 г. Афганистан является мировым монополистом по производству героина; выращиванием опийного мака занимаются не менее 3 миллионов человек.
По данным экспертов УНП ООН, в 2004 году прибыль от продажи опиатов составила 2,8 миллиарда долларов США в год, что составило 60 % ВВП Афганистана.
По оценкам специалистов на 2019 год, доля Афганистана на мировом рынке героина составляет 92 %.
По данным ООН, после прихода к власти «Талибана» в 2021 г. и запрета талибами опийного мака, из которого делали героин, в стране резко выросли объемы производства метамфетамина.

### Животноводство
Наиболее развито мясошёрстно-молочное овцеводство.
Каракульская порода овец, которой славится северный Афганистан, давала знаменитые каракулевые смушки. До гражданской войны Афганистан занимал третье место в мире по экспорту шкурок каракулевых овец. Население владеет навыками выделывания овечьих шкур.
Традиционно разводили также коз, лошадей, крупный рогатый скот (зебу и буйволов), верблюдов и ослов. На основе продукции животноводства население занимается шерстопрядением и ручным ковроткачеством.

## Лесное хозяйство
Леса сосредоточены прежде всего в восточных провинциях Афганистана. Там растут сосна, гималайский кедр, дуб, маслина и орехоплодные деревья.
Афганистан испытывает хроническую нехватку древесины, но тем не менее она нередко идёт на экспорт, поскольку её проще сплавлять по рекам в Пакистан, чем доставлять в другие районы страны.

## Промышленность
Промышленность Афганистана была почти полностью уничтожена к началу XXI столетия.
По данным правительства «Талибана», в Афганистане около 5000 предприятий промышленности.  Большинство из них принадлежат местным жителям,  в других участвуют иностранные инвесторы. Они производят строительные материалы, мебель, предметы домашнего обихода, одежду, продукты питания, напитки, фармацевтическую продукцию и т. д..  Страна импортирует около 500 миллионов долларов текстильных товаров из других стран. страны.  В 2022 году страна экспортировала хлопка на сумму около 168 миллионов долларов. 

### Горнодобывающая
В недрах страны имеются небольшие запасы каменного угля, железной, марганцевой и медной руд, гипса, свинца, цинка, золота, серы, хрома и лития. С помощью СССР с 1967 года разрабатывался крупный газоносный бассейн на севере страны, в 1980-е годы природный газ в большом объёме транспортировался в Советский Союз. В мирные годы велась эксплуатация угольных месторождений и некоторых других полезных ископаемых.
Перспективы добычи полезных ископаемых в Афганистане затруднены отсутствием необходимой для этого транспортной инфраструктуры.
В 2023 году в Кабуле состоялись первые торги добытой в Афганистане нефтью, сообщило министерство горнорудной промышленности и нефти контролирующего Афганистан движения «Талибан».

### Обрабатывающая
В 1890—1915 гг., в периоды правления эмира Абдур-Рахмана и Хабибуллы-хана, основное внимание уделялось предприятиям военной промышленности: к 1915 году действовали артиллерийский завод в Кабуле, оружейные заводы в Кабуле и Кандагаре, три пороховых завода, государственные ремонтные арсеналы в Кабуле, Кандагаре и Газни. Производились по лицензии винтовки систем Генри и Ли-Метфорда, 75-мм полевые пушки, 120-мм гаубицы и несколько видов других устаревших артиллерийских систем европейской разработки конца XIX века. Однако производительность этих предприятий была невелика.
До 1930-х годов промышленность в Афганистане была крайне слабо развита. После 1932 г. частный Афганский национальный банк (Банк-и-Мелли) приступил к строительству ряда промышленных объектов. В их числе были хлопкоочистительные предприятия в северных районах, хлопчатобумажная фабрика в Пули-Хумри, сахарный завод в Баглане и шерстоткацкая фабрика в Кандагаре.
В пятилетних экономических планах, начиная с 1956 г., упор делался на стимулирование прежде всего государственного, а не частного сектора. Были сооружены или модернизированы гидроэнергетические узлы в Суробае, Пули-Хумри, Наглу, Дарунте, Махипаре и др. Всего вырабатывалось около 430 млн кВт·ч электроэнергии, из них примерно 58 % на ГЭС, а 42 % — на ТЭС. Были построены цементные заводы в Джабаль-ус-Сирадже и Пули-Хумри.
В конце 1960-х — начале 1970-х годов возникли многие новые отрасли промышленного производства, включая производство изюма и выпуск мясных консервов, выделку текстильных изделий и изготовление лекарственных препаратов.
Туризм стал важным источником поступления валюты из-за рубежа, в 1978 году Афганистан посетили более 100 тыс. иностранных туристов.
После 20 лет войны фактически все отрасли промышленности были разрушены. В 1998 году вся экономика страны, кроме сельского хозяйства, зависела от транзитной торговли.
Строительство газопровода из Туркменистана через территорию западного Афганистана в Пакистан в конце 1998 года было заморожено из-за неустойчивой политической обстановки. В дальнейшем запуск трубопровода ТАПИ планировался на 2017 год, но по ряду причин был отложен. Приход к власти талибов в Афганистане усложнил реализацию проекта, однако новые власти заявляли о готовности к возобновлению проекта.

## Энергетика

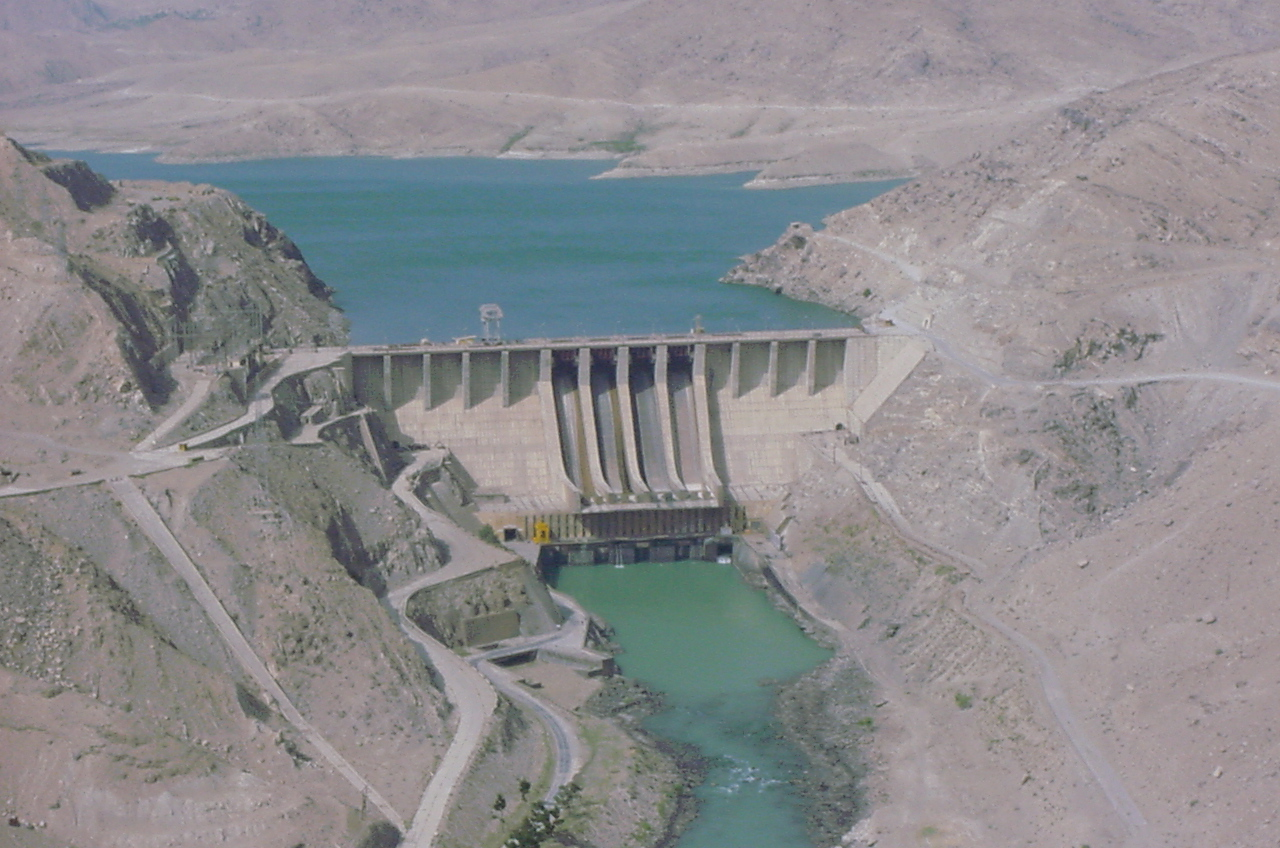
ГЭС Наглу

В соответствии с данными UNSD (UNdata) и EES EAEC на конец 2019 года производство органического топлива — 3393 тыс. тут. Общая поставка — 6180 тыс. тут. На преобразование на электростанциях и отопительных установках израсходовано 105 тыс. тут или 1,7 % от общей поставки. Установленная мощность — нетто электростанций — 531 МВт, в том числе: тепловые электростанции, сжигающие органическое топливо (ТЭС) — 25,4 % , возобновляемые источники энергии (ВИЭ) — 74,6 %. Производство электроэнергии-брутто — 1592 млн кВт∙ч, в том числе: ТЭС — 11,5 % , ВИЭ — 88,5 % . Конечное потребление электроэнергии — 5777 млн кВт∙ч, из которого: промышленность — 26,1 %, бытовые потребители — 52,7 %, коммерческий сектор и предприятия общего пользования — 17,7 %, сельское, лесное хозяйство и рыболовство — 3,9 % Показатели энергетической эффективности: в 2019 году душевое потребление валового внутреннего продукта по паритету покупательной способности (в номинальных ценах) — 2543 долларов, душевое (валовое) потребление электроэнергии — 179 кВт∙ч, душевое потребление электроэнергии населением — 95 кВт∙ч. Число часов использования установленной мощности-нетто электростанций — 2895 часов.

## Транспорт и связь

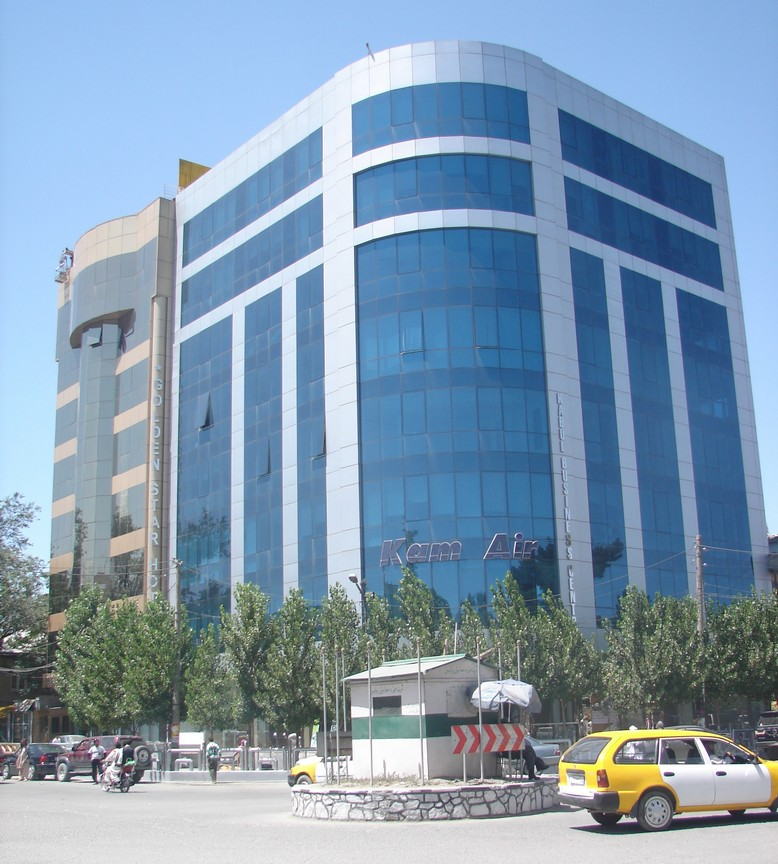
Новое офисное здание в Кабуле

Железнодорожный транспорт: в стране проложено лишь 25 км железных дорог (между Кушкой в Туркменистане и Торгунди — 10 км и Термезом в Узбекистане и Хайратоном — 15 км). 
21 декабря 2011 года была сдана в эксплуатацию первая железная дорога в стране, она соединила узбекскую границу и порт Хайратон с аэропортом в Мазари-Шарифе (75 км).
Автомобильный транспорт: сеть автомобильных дорог имеет протяжённость 21 тыс. км, из них 2800 км с твёрдым покрытием. Вследствие военных действий состояние этих дорог сильно ухудшилось, а дорожно-ремонтные работы почти не проводятся. Зимой и весной некоторые дороги становятся непроезжими. Во многих районах люди передвигаются и перевозят грузы в основном на верблюдах и ослах. 

Трасса Урузган — Кандагар — одна из главных автодорог Афганистана 

Важное значение приобрела кольцевая автомагистраль, которая начинается в Кабуле, идёт на север через туннель на перевале Саланг до Хульма, затем поворачивает на запад к Мазари-Шарифу, далее следует на Меймене и Герат, после чего направляется к юго-востоку до Кандагара и, наконец, к северо-востоку на Кабул. Главные дороги страны соединяются с транспортной сетью Пакистана через Хайберский проход и через перевал Ходжак; из Герата шоссе ведёт в Иран. Товары из России, центральноазиатских республик и европейских стран следуют по железной дороге до государственной границы в Термезе, откуда начинается шоссе на Герат, и к одному из четырёх портов на Амударье. Переправу через реку осуществляют на паромах и баржах. 
Водный транспорт: стране очень мало пригодных для судоходства рек. Река Кабул судоходна на протяжении немногим более 100 км. 
Воздушный транспорт: имеются международные аэропорты в Кабуле и Кандагаре и 44 аэродрома для обслуживания местных линий, причём только 14 из них с твёрдым покрытием. Действуют три вертолётных аэродрома.
Трубопроводный транспорт: в стране проложены два газопровода: из Туркменистана в Шинданд и из Узбекистана в Баграм.
Связь
В Кабуле с помощью Японии в 1978 был создан центр цветного телевидения.
Государственное радио- и телевещание велось в 1980-х годах на дари, пушту и десяти других языках.
Талибы наложили запрет на телевизионные передачи как противоречащие догматам ислама и, захватив в 1996 году Кабул, занялись уничтожением телевизоров.
В 1998 году в Афганистане насчитывалось 1,8 млн радиоприёмников.
Телефонная сеть слабо развита: в 1996 насчитывалось 31,2 тыс. абонентов. В то же время растёт количество сотовых и спутниковых телефонов.

## Внешняя торговля

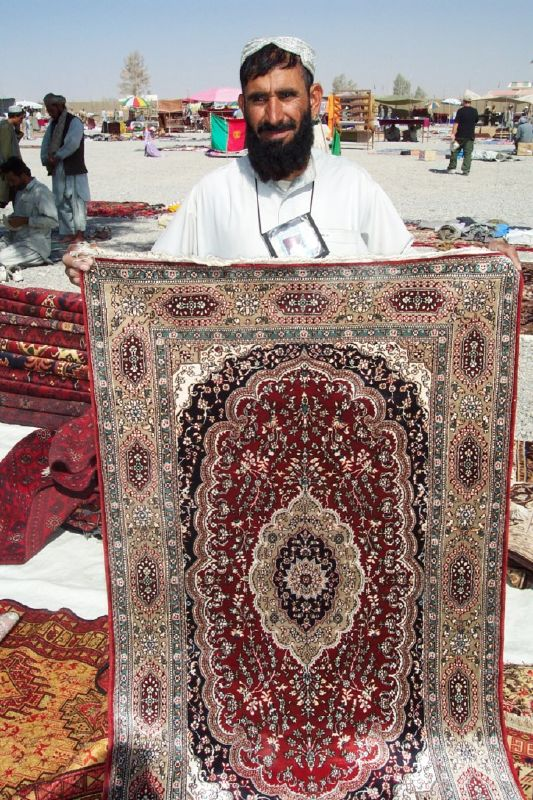
Афганский ковёр с персидским рисунком

Афганистан до последнего времени имел ограниченные торговые связи с другими государствами. При этом импорт постоянно превышал экспорт. Основные статьи экспорта — героин, природный газ и сухофрукты, а также ковры, свежие фрукты, шерсть, хлопок и каракуль. Страна вынуждена импортировать продовольствие и широкий спектр промышленных товаров, включая автомашины, нефтепродукты и ткани.
На протяжении многих лет СССР был главным торговым партнёром Афганистана, и эта тенденция ещё более усилилась в 1980-е годы.
Когда в 1980-е годы из-за военных действий экономика страны пришла в упадок и началось бегство крестьян из деревень, — произошло резкое сокращение производства сельскохозяйственной продукции, соответственно возросла зависимость страны от поставок продовольствия из-за рубежа. В Афганистан доставлялись пшеница, рис, растительные масла, сахар и молочные продукты.

## Внешнее кредитование
| Графики недоступны из-за технических проблем. См. информацию на Фабрикаторе и на mediawiki.org. |
| МВФ (млн долл.) Общая сумма (млн долл.)                                                         |

Источники:

## Финансовая система

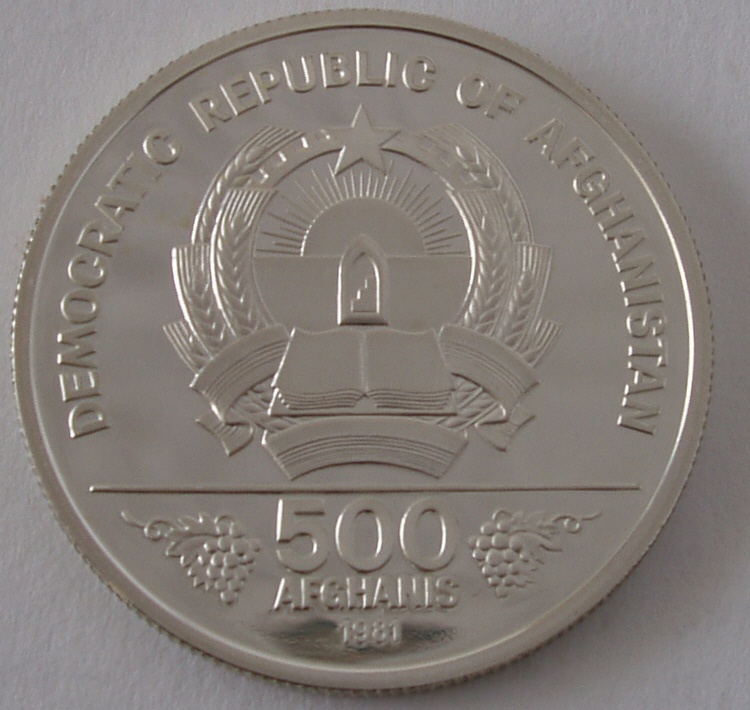
500 афгани 1981 года

Денежная единица — афгани, равный 100 пулам.
С 1992 года власть, установившая контроль над северной частью Афганистана и базирующаяся в Мазари-Шарифе (Северный альянс?), выпускала собственные банкноты. После введения в обращение новой серии банкнот все старые банкноты перестали быть законным средством платежа. Это касается банкнот следующих серий:
король Мохаммад Захир-шах — 10, 20, 50, 100, 500, 1000 афгани (1961—1967);
президент Мохаммад Дауд — 10, 20, 50, 100, 500, 1000 афгани (1973—1978);
Демократическая Республика — 10, 20, 50, 100, 500, 1000, 5000, 10 000 афгани (1979—1993).
Банковская система
Денежное обращение регулирует Да Афганистан банк.
Все банки были национализированы в 1975 году.
Иностранных банков в стране нет.

## Доходы населения
На 2017 год минимальный размер оплаты труда составил 5000 афгани в месяц, что составляет 72 доллара США.